# Mujeres en la civilización azteca

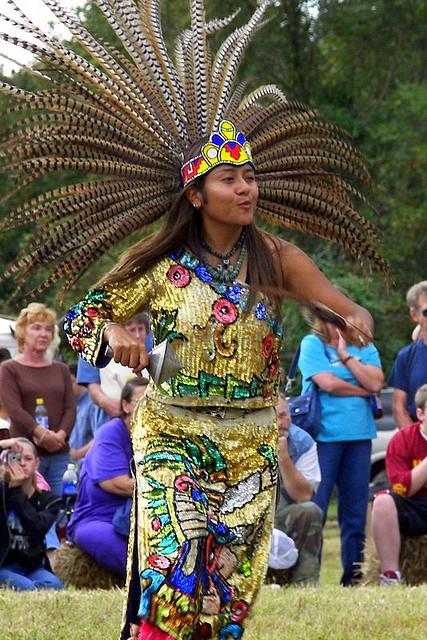
Mujer realizando una recreación de la danza tradicional del fuego azteca.

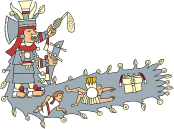
Chalchiuhtlicue fue la diosa de los ríos y del océano; también presidía las ceremonias aztecas de las bodas. Normalment se la muestra en jade; aquí tiene herramientas de hilado y tejido (imagen del Códice Ríos)

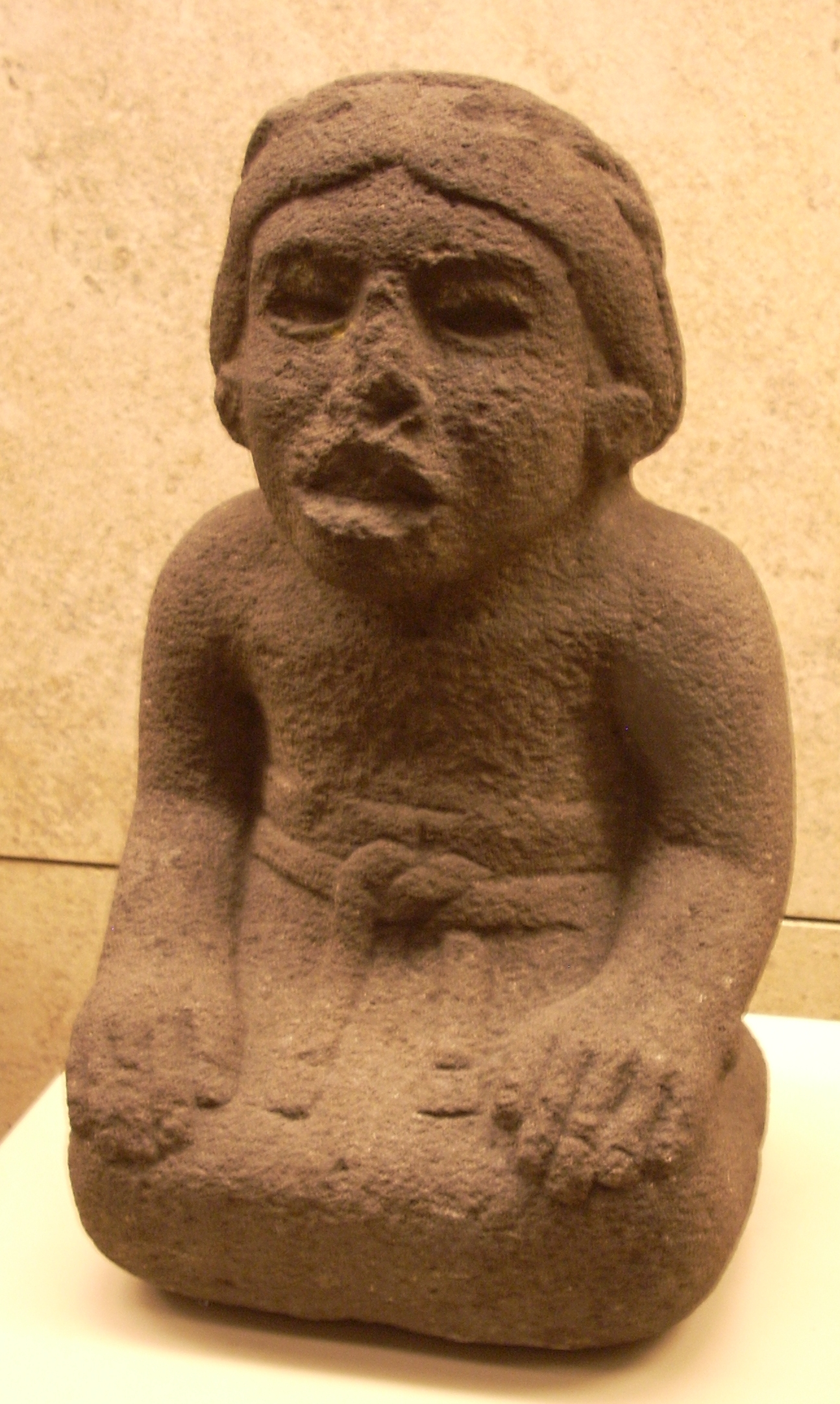
Escultura de una mujer arrodillada, posiblemente se trate de una diosa (de 1300 a 1521).

Las mujeres en la civilización azteca compartieron algunas igualdades de oportunidades. La mexica cuando tuvo una cultura militar, fue cerrada a las mujeres, que tomaron un papel complementario al de los hombres. El estatus de la mujer azteca duró hasta los siglos XV - XVI, cuando la conquista española obligó a seguir las normas europeas sobre la cultura. La sociedad azteca había evolucionado a partir de un grupo tribal hasta un complejo y estratificado estado confederado  de la Triple Alianza. Sin embargo, muchas normas precolombinas sobrevivieron y su legado todavía permanece.

## Historia
El estatus de la mujer azteca cambió a lo largo de la historia de su civilización. A medida que aumentaba el énfasis en la guerra, las nociones de igualdad se hicieron menos importantes.

### Matrimonio
El sistema educativo azteca se dedicó principalmente a sus clases dirigentes, y remarcaba la diferencia social igual que la del sexo, así la mujer tenía muchas menos probabilidades y estaba más limitada. Las hijas de los Macehualtin, solían ser preparadas por sus propias madres con conocimientos de cocina, moral estricta, silencio, recato, refinamiento en el lenguaje o una higiene estricta y amor al trabajo, todo ello con el fin de «cumplir en su función en el matrimonio».
Las prácticas matrimoniales aztecas fueron similares a otras civilizaciones mesoamericanas como la de los mayas. Los aztecas se casaban a una edad más avanzada, durante su adolescencia y principios de los años veinte de edad, mientras que en la cultura maya no era raro que los matrimonios fueran organizados por los padres cuando aún sus hijos eran niños. Los matrimonios aztecas se organizaban por los padres del novio potencial; tras consultar con su grupo familiar, los padres pedían a un casamentero profesional ( ah atanzah ) que se acercara a la familia de la novia. Los padres de la joven contestaban al casamentero si aceptaban o no la propuesta. Se esperaba que las futuras esposas fueran vírgenes antes del matrimonio, aunque se aconsejaba a los jóvenes de ambos sexos que fueran célibes.
Con el fin de alianzas políticas, militares o económicas se organizaron matrimonios entre nobles aztecas. Por ejemplo, cuando Cocijoeza se casó con la hija de Ahuízotl, para sellar la alianza entre los aztecas y los zapotecas el año 1496.  Según algunos informes, los reyes aztecas tenían docenas de esposas y muchos hijos. Sin embargo, la poligamia únicamente fue una práctica entre los nobles de la civilización azteca; la mayoría de la población era monógama.

### Embarazo y parto
Las mujeres embarazadas en la sociedad azteca tuvieron que observar una serie de tabúes. Uno de ellos era que no podían ver un eclipse, o su feto podría transformarse en un monstruo. Los eclipses también se asociaron con abortos involuntarios. Las mujeres tampoco podían tener relaciones sexuales excesivas durante el embarazo, o de lo contrario el bebé nacería enfermizo. Las vistas aterradoras, el levantamiento de objetos pesados y los baños de vapor excesivamente calientes también se asociaron con daños al feto.
Las mujeres que daban a luz eran atendidas por una partera. La cual hacía oraciones durante el parto de la mujer a la diosa del parto, Tlazoltéotl. Una bebida sedante hecha de hierbas era preparada y dada a la parturienta, y una piedra caliente también se colocaba en el vientre de la mujer para aliviar el dolor. Cuando nacía el bebé, la partera haría una serie de gritos de batalla, alabando la madre que había luchado con su esfuerzo para que naciera el bebé. Sin embargo, las mujeres que morían durante el parto fueron representadas regresando a la tierra como espíritus malignos conocidos como el Cihuateteo, que se creía que atacaba a los adultos y secuestraba a los niños.
Se conservaban los cordones umbilicales. Cuando un hijo llegaba a la edad adulta, llevaba su cordón a un campo de batalla distante y lo enterraba, mientras que si era una hija lo enterraba junto al hogar de la familia.

## Las mujeres y el trabajo
Las mujeres trabajaban principalmente en el interior de la casa, hilando y tejiendo algodón. Utilizaron un huso portátil de mano, luego tejían la tela usando un telar que se ataban a los hombros y se mantenía durante sus vueltas. Ellas eran las responsables de atender a los animales que criaban por su carne. Las mujeres se encargaban de llevar al mercado más cercano, ropa, verduras u otros artículos para ser vendidos o intercambiados con otros productos que necesitaran.
Una de las funciones más importantes de las mujeres aztecas en el hogar era moler el maíz para conseguir harina y hacer tortillas, una importante tradición de las familias mexicanas que aún se conserva en la actualidad. Como parte de la costumbre azteca, los hombres comían antes que las mujeres.
Las mujeres tenían otras diversas profesiones en la civilización azteca, incluyendo las de sacerdotisa, curandera o bruja. Las mujeres fueron reconocidas en su civilización como tejedoras y artesanas profesionales.
En el mundo azteca, aiuanime era el nombre para las jóvenes animadoras que actuaban como anfitrionas y cuyas habilidades incluían la realización de diversas artes como música, danza, juegos y conversación, principalmente para entretener a clientes masculinos, generalmente guerreros aztecas. La patrona era la diosa Xochiquetzal , símbolo de la fertilidad, la belleza y el poder sexual femenino.
Imágenes en códices mexicas, cerámicas y esculturas muestran los diseños elaborados y coloreados de las tejedoras aztecas. Había especialidades textiles regionales con diseños gráficos especiales. La mayoría de los diseños eran geométricos, y en algunas regiones estaban especializadas en textiles con imágenes de animales y plantas. Se utilizaba en general el algodón, y los tintes procedían de arcillas azules, ocres, amarillas, y el rojo procedía de insectos que vivían en los cactus. El púrpura se extraía del caracola Púrpura patula, similar a como los fenicios conseguían el tinte púrpura utilizado para trajes reales.
Sin embargo, a las mujeres aztecas no se les permitió tener un papel en el ejército. No podían ser admitidas en la escuela de entrenamiento militar. Esto significaba que a las mujeres se les negó el acceso a una de las mayores fuentes de riqueza y prestigio dentro de la sociedad azteca. Cuando fallecía un soberano e incluso un alto dignatario, se sacrificaban junto con algunas de sus mujeres y sus siervos, se enterraban junto al muerto con la intención de que fuera acompañado en su viaje al más allá por los mismos seres que lo habían hecho en este mundo terrenal.
Según la historiadora Rima de Vallbona en su incorporación a la Academia Norteamericana de la Lengua Española comentó: «en cierto sentido, la situación de las mujeres en aquella época era precursora de lo que ocurre hoy». Agregó que «las mujeres mejoraban la comunidad, como por ejemplo con el descubrimiento de medicinas» (...)«estaban a la misma altura que el hombre, que seguía prevaleciendo en las áreas política y militar, pero aquellas eran algo así como un sostén cósmico».

## Las mujeres la religión y la mitología azteca
La fertilidad se consideraba parte del reino de las diosas de la tierra azteca, en particular la diosa madre Tonantzin. Otra diosa de la tierra era Cihuacóatl, como una defensora de la mujer que moría durante el parto. Las diosas de la lluvia y la tierra eran consideradas responsables de las sequías cuando no estaba el tiempo sereno correctamente.

### Diosas de la fertilidad

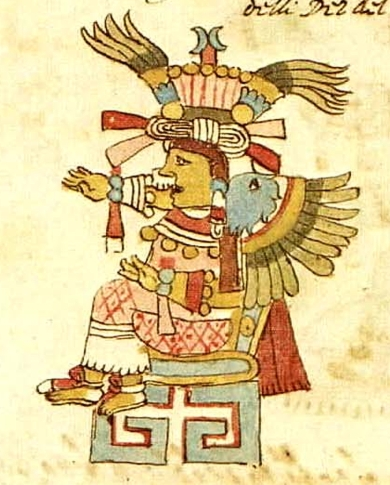
Xochiquétzal.

- Chiconahui: una diosa doméstica de la fertilidad.
- Temazcalteci (también Temaxcaltechi o Tozi) - diosa de los baños, diosa abuela, corazón de la tierra y madre de los dioses. Asociada con las parturientas y la guerra.
- Teteoinnan: madre de los dioses.
- Tlazolteotl: es la diosa de la belleza y del amor sensual.
- Toci: Abuela de los Dioses, señora de la salud, de los temazcales, corazón de la tierra y señora de los textiles, fue sincretizada por Santa Ana
- Tonantzin (también Omecíhuatl) Madre de Quetzalcoatl, antiguamente tenía su capilla en el cerro del Tepeyac, fue destruida por los españoles y se creó ahí la actual Villa de Guadalupe.
- Tzítzmitl: anciana diosa abuela.
- Xochipilli Príncipe Flor: Joven dios de las fiestas, la pintura, la danza, los juegos, el canto, el amor y la escritura. Castigaba con enfermedades secretas a quienes no le guardaban ayuno. Identificado con Macuilxóchitl y relacionado con Centéotl.
- Xochiquétzal Flor de la Rica Pluma o Flor Preciosa: Diosa de la sexualidad femenina, las flores, el placer, la artesanía, el tejido, la danza, el canto y las madres jóvenes. véase Ichpuchtli.
- Cihuacóatl: primera mujer en dar a luz, considerada por ello protectora de los partos
- Tonacacíhuatl: diosa esposa de Tonacatecuhtli

## Indumentaria

Vestimenta básica de la mujer mexica antes de la conquista.

Los mexicas usaban ropa diferente según su edad. Los menores de tres años no usaban ropa. Desde los tres años en adelante, las niñas usaban blusas. Desde los cuatro años en adelante, también usaban faldas cortas, y desde los cinco años en adelante, las faldas cortas de las niñas fueron reemplazadas por faldas más largas.
Las mujeres aztecas usaban una blusa larga y holgada llamada huīpīlli  [wiːpiːɬːi]; (también llamada huepilli o huipil en español) y una falda larga llamada cueitl [kʷeːit͡ɬ] (llamada modernamente «enredo»). Las mujeres sostenían su falda con una faja o banda llamada cihua necuitlalpiloni [siwa nekʷit͡ɬa˕pilu˕ni] alrededor de la cintura.
Para las épocas de frío usaban una especie de chaleco de tela gruesa o piel burdamente elaborada que se colocaba bajo la blusa.

### Peinado y ornamentos
Los cabellos eran largos y oscuros, los remataban sobre la frente con dos protuberancias que recuerdan cuernos truncados. Mientras las mujeres de vida licenciosa los llevaban sueltos, ambas los ennegrecían con lodo o una planta llamada xiuhquílitl que le daba un tono morado.
Solían maquillarse y arreglarse modestamente, con aretes, telas o lazos de colores, algunos collares, pulseras, brazaletes y anillos en los tobillos, que dependían en riqueza según su capacidad económica, se menciona que en lugares distantes a la ciudad usaban un pañuelo sobre la cabeza, en ocasiones especiales de celebraciones se pintaban con colores ocre o amarillos. Existían ungüentos de diferentes colores, cremas y perfumes y especialmente unos colores en negro o rojo oscuro empleados para pintarse los dientes.

## Dominio español

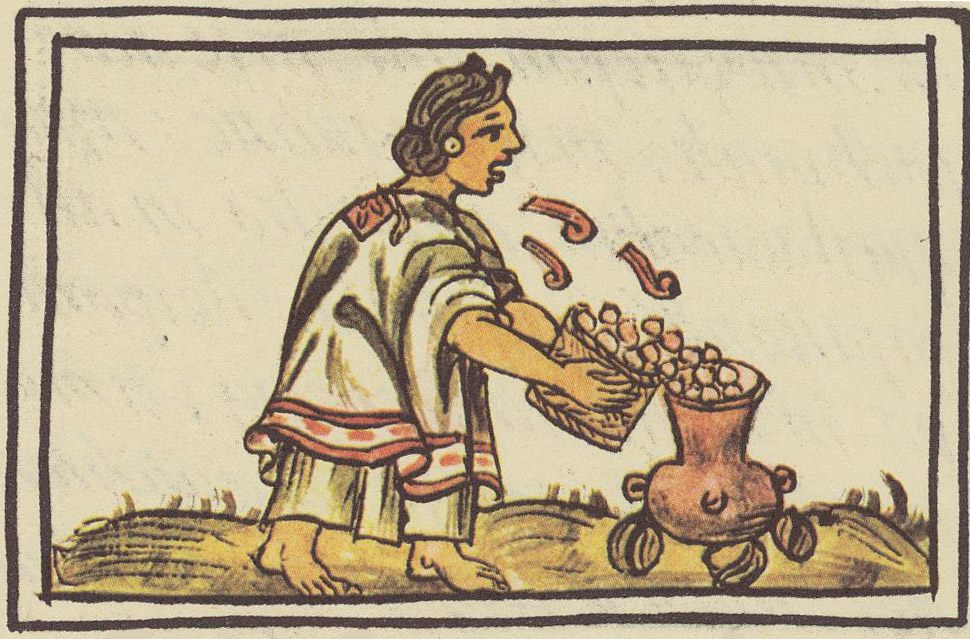
Ilustración de una mujer azteca que sopla el maíz («no temerá el fuego»), antes de ponerlo en la olla. De finales del Códice Florentino.

La conquista española de los territorios aztecas redujo gran parte de la población indígena mediante la guerra y trayendo nuevas enfermedades, como la viruela, para la que los aztecas no tenían inmunidad. La población que sobrevivió a estas amenazas se enfrentó a otros ataques profundos sobre su cultura en forma de instituciones españolas.
Ya en 1529, los españoles comenzaron la conversión al catolicismo de los aztecas. Inicialmente se centraron en la nobleza azteca, para crear un ejemplo a seguir en el resto del pueblo. Nobles como Quetzalmacatzin, rey de Amaquemecan, se vieron obligados a elegir una esposa y abandonar las otras, para cumplir con la institución cristiana del matrimonio, que significaba la monogamia. Los matrimonios polígamos aztecas, con esposas secundarias y niños, no fueron reconocidos legalmente por los españoles, que consideraron ilegítimas y desheredadas tanto estas mujeres como sus hijos. Esto también rasgó la red política y económica de la cultura azteca, ya que los matrimonios nobles se hicieron teniendo en cuenta reivindicaciones políticas y territoriales.
Los trabajos para las mujeres se convirtieron en muy duros tras la llegada de los españoles y fueron creadas las encomiendas. Las comunidades aztecas ya habían perdido muchos hombres en guerras y epidemias, y las encomiendas significaron que más hombres trabajarían fuera de sus pueblos para los comendadores. Las divisiones tradicionales basadas en el género de la mano de obra se convirtieron en irrelevantes. Las mujeres ya no tenían los hombres para el arado, y se les dejó a ellas hacer todos los trabajos agrícolas, que incluían la siembra y la cosecha, así como el cultivo de productos suficientes para satisfacer las demandas de los tributos de las encomiendas. Durante varias generaciones, muchas mujeres jóvenes abandonaron las zonas rurales para trabajar en el servicio doméstico o como vendedoras de los mercados en las ciudades. En el siglo XVII, las mujeres andinas eran la mayoría de las vendedoras del mercado en ciudades coloniales como La Paz (Bolivia), Cuzco (Perú) y Quito (Ecuador).
La nueva cultura española prohibía a las mujeres trabajar fuera de su hogar ya que su prioridad debía ser criar niños. Su independencia como trabajadoras con ocupaciones pagadas acabó por los españoles, en particular en el trabajo textil, cuando los españoles finalmente establecieron fábricas textiles industriales, únicamente tenían hombres trabajando.